# Ottmar Ostermayr
Ottmar Ostermayr (* 24. Oktober 1886 in München; † 15. Dezember 1958 ebenda) war ein deutscher Filmproduzent.

## Leben
Der Bruder des Filmpioniers Peter Ostermayr und des Regisseurs Franz Osten ließ sich nach dem Volksschulabschluss an einer Fachschule zum Fotografen ausbilden. Er arbeitete auch zunächst als Fotograf und wurde 1910 Mitarbeiter der Express Films Co. m.b.H. des Bernhard Gotthart (1871–1950) in Freiburg im Breisgau.
Von 1911 bis 1914 war er Kameramann und Regieassistent für die Wiener Filmfirma Eclair. 1918 kam er nach Berlin und fand bei der dortigen Decla eine Aufgabe als Produktionsleiter. 1919 bis 1921 arbeitete er als Filmregisseur für die Münchner Lichtspielkunst AG (Emelka). Von Oktober 1920 bis Oktober 1921 hielt er sich in Rumänien auf.
1922 ging er wieder nach Berlin und stand als technischer Direktor bis 1926 in den Diensten der Decla Bioscop und der UFA. Von Dezember 1926 bis August 1927 war er in Hollywood als Produktionsleiter tätig, anschließend lebte er wieder in Deutschland.
Hier und in Österreich beteiligte er sich bis 1945 in verschiedenen Funktionen an der Filmproduktion. Auch nach Kriegsende gründete Ottmar Ostermayr keine eigene Produktionsgesellschaft, sondern wirkte nun bei seinem Bruder Peter in der Filmherstellungsleitung beziehungsweise als Executive Producer bei dessen Ludwig-Ganghofer-Adaptionen mit.
Er wurde auf dem Waldfriedhof Obermenzing in München beerdigt.

## Filmografie
| als Kameramann - 1914: Der Todesritt auf dem Riesenrad - 1915: Der Herr ohne Wohnung - 1919: Der Schattenspieler als Regisseur - 1920: Der Mann auf der Flasche - 1920: Das ganze Sein ist flammend Leid - 1920: Der schwarze Meister - 1921: Der Brunnen des Wahnsinns als Produktionsleiter - 1928: Wolga-Wolga - 1929: Napoleon auf St. Helena - 1932: Gipfelstürmer - 1934: Eine Frau, die weiß, was sie will - 1935: Die Pompadour - 1936: Seine Tochter ist der Peter - 1936: Der Favorit der Kaiserin - 1937: Die verschwundene Frau - 1938: Ich sehe hell ... ich sehe dunkel - 1938: Kriminalfall Erich Lemke - 1938: Die feindlichen Väter - 1938: Der falsche Admiral - 1938: Wer bist du? - 1938: Das Schwert des Damokles - 1938: Familie auf Bestellung - 1938: Der halbe Weg. 33 Minuten in Grüneberg - 1938: Angenehme Ruhe | - 1938: Der eingebildete Kranke - 1938: Wochenendfrieden - 1938: Der betrogene Kalif - 1938: Kleines Intermezzo - 1938: Der Skarabäus - 1938: Andere Länder, andere Sitten - 1938: Haydns letzter Besucher - 1938: Spuk im Museum - 1939: Der arme Millionär - 1939: Der ewige Quell - 1940: Das sündige Dorf - 1941: Der scheinheilige Florian - 1941: Venus vor Gericht - 1942: Der verkaufte Großvater - 1942: Der dunkle Tag - 1942: Einmal der liebe Herrgott sein - 1943: Die unheimliche Wandlung des Alex Roscher - 1944: Die falsche Braut - 1944/50: Die Schuld der Gabriele Rottweil - 1951: Die Alm an der Grenze - 1952: Der Herrgottschnitzer von Ammergau - 1953: Ehestreik - 1953: Der Klosterjäger - 1954: Schloß Hubertus - 1955: Das Schweigen im Walde - 1956: Die Geierwally - 1956: Der Jäger von Fall - 1957: Der Edelweißkönig - 1958: Der Schäfer vom Trutzberg |